# リビア

リビア国
دولة ليبيا

国の標語：なし
国歌：ليبيا ليبيا ليبيا（アラビア語）
リビア、リビア、リビア

リビア国（アラビア語: دولة ليبيا, Dawlat Lībyā、英語: State of Libya）、通称リビア（リービヤー、ليبيا, Lībiyā、Libya）は、北アフリカに位置する共和制国家。東にエジプト、南東にスーダン、南にチャドとニジェール、西にアルジェリア、北西にチュニジアと国境を接し、北は地中海に面し、海を隔てて旧宗主国のイタリアが存在する。首都はトリポリである。
現在は臨時政府となっており、以前の独裁的なカダフィ体制が崩壊してからは内戦が続き、統一政府が成立したものの事実上国家は分裂状態にある。
アフリカ世界と地中海世界とアラブ世界の一員であり、アフリカ連合とアラブ連盟に加盟している。アラブ・マグレブ連合にも加盟しており、広義のマグリブ諸国に含まれる。主要な宗教はイスラム教（スンナ派）で、イスラム圏の一部である。

## 国名
- 1951年 - 1963年：リビア連合王国
- 1963年 - 1969年：リビア王国
- 1969年 - 1977年：リビア・アラブ共和国
- 1977年 - 2004年：社会主義人民リビア・アラブ国
- 2004年 - 2011年：大リビア・アラブ社会主義人民ジャマーヒリーヤ国
- 2011年 - 2013年：リビア
- 2013年 - : リビア国

2011年の内戦時に結成されたリビア国民評議会は国名をリビア（Libya）への改称を宣言し、これを受けて国際連合（UN）は同年9月の決議66/1にて代表権を「リビア・アラブ ジャマーヒリーヤ国（Libyan Arab Jamahiriya）」から「リビア（Libya）」へ移譲している。また国際標準化機構（ISO）でも名称が変更された。
2013年に旧国民議会 (2012 - 2014)はリビア国（State of Libya）へ改称を決定した。2017年12月22日に国連リビア代表部は正式国名がリビア国であることを正式に国連に通達し、改称が行われた。
各言語の国名に共通する Libya は、ギリシャ神話の登場人物リビュエーに由来し、古代ギリシアで北アフリカの地中海沿岸地域（エジプトより西）をまとめて Libya と呼んでいたことに由来する。さらにこの語は、アフリカ大陸全体を指す場合もあったが、現在この意味では使用されていない。
その後、現在のリビアの領域はイフリキアと呼ばれ、北西部が首都トリポリ（アラビア語名：タラーブルス）の名をとってトリポリタニア（タラーブルス）、北東部がバルカ（太古の時代からの呼称、キュレナイカとも呼ばれた）、南部内陸部がフェザーンなどの地域からなっている。16世紀にこの地を併合したオスマン帝国はこの地域全体を西タラーブルス州としていたが、1911年にイタリア王国がオスマン帝国からこの地を奪った際に、古名を復活させて「リビア」とした。
なお、第二次大戦終結後の日本におけるカタカナ表記はリビアが圧倒的に多いが、戦前や戦時には原音に近いリビヤと表記されることも少なくなかった。

## 国旗・国章
2011年のカダフィ政権崩壊により、1951年から1969年まで使用されていた王政時代の国旗が復活した。2011年まで使われていた旧国旗は緑一色であった。国章は、国民議会発足後も決まっていない。

## 歴史

### 古代から植民地時代まで

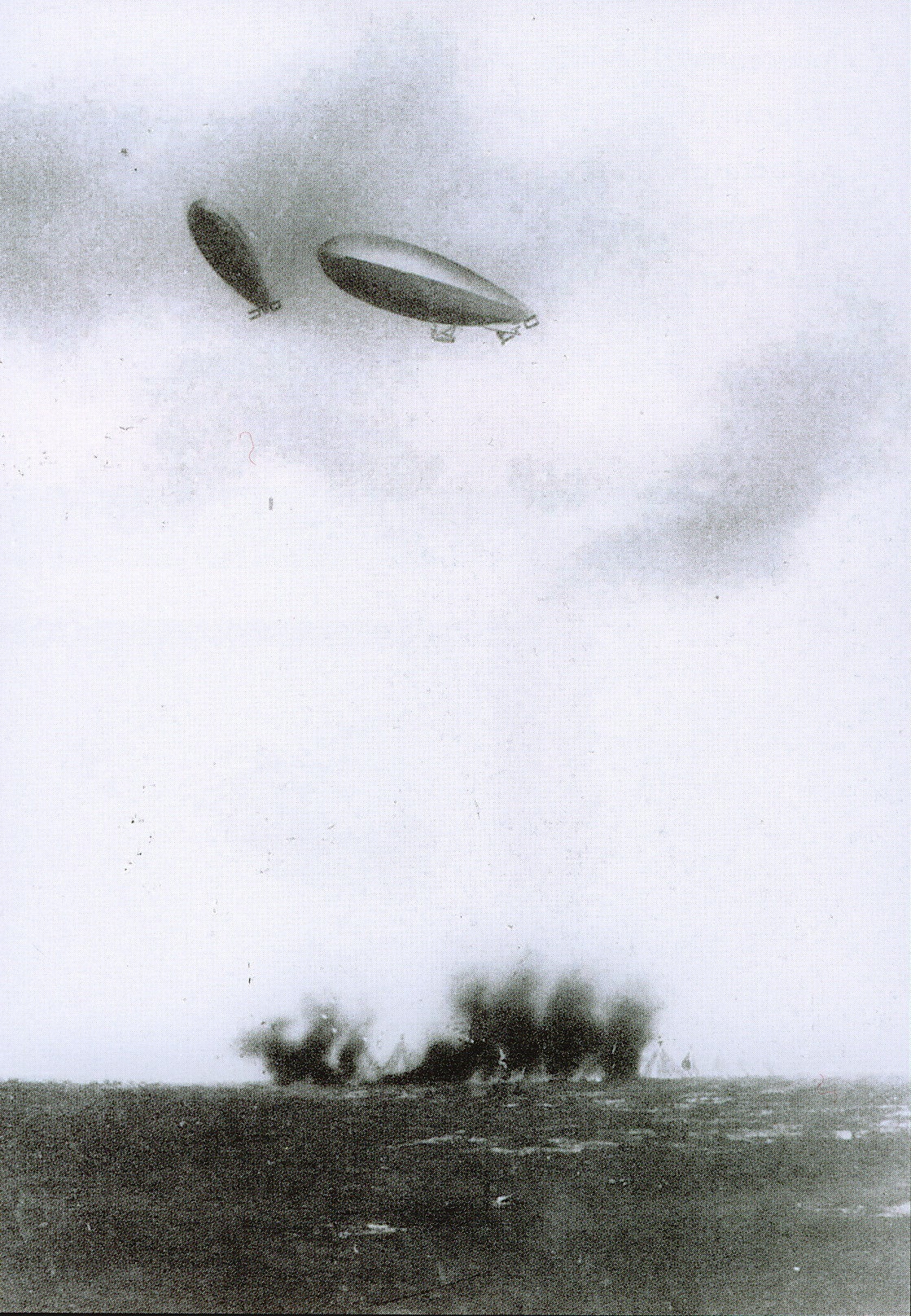
伊土戦争にてリビアを爆撃するイタリア王国の飛行船

古代リビュアはフェニキア人、カルタゴ、古代ローマ、東ローマ帝国の支配を受けた。
7世紀にアラブ人のウマイヤ朝に征服され、イスラム教が広がった。その後、16世紀にオスマン帝国に併合された（オスマン・トリポリタニア）。1711年に土着化したトリポリ総督のトルコ系軍人が自立し、カラマンリー朝が成立した。19世紀初頭にカラマンリー朝はアメリカ合衆国と第一次バーバリ戦争を繰り広げた。その後、イギリスとフランスがこの地に干渉し始めたため、オスマン帝国はリビアを再征服し、1835年にカラマンリー朝は滅亡した。
20世紀初頭の伊土戦争により、1911年にはイタリア王国がリビアを植民地にした。植民地化後はイタリア人が入植したが、サヌーシー教団のオマール・ムフタールやベルベル人は激しい抵抗を繰り広げた。1926年からイタリアのロドルフォ・グラツィアーニは厳しい弾圧を行ったが、特にフェザーンでの抵抗は激しく、リビアの完全平定は1932年にまでもつれこんだ。
第二次世界大戦中には連合国（イギリス）と枢軸国（イタリア、ナチス・ドイツ）の間で激戦が繰り広げられた（北アフリカ戦線）。イタリアの敗戦により、戦後は英仏の共同統治領とされた。

### 独立からカダフィ政権

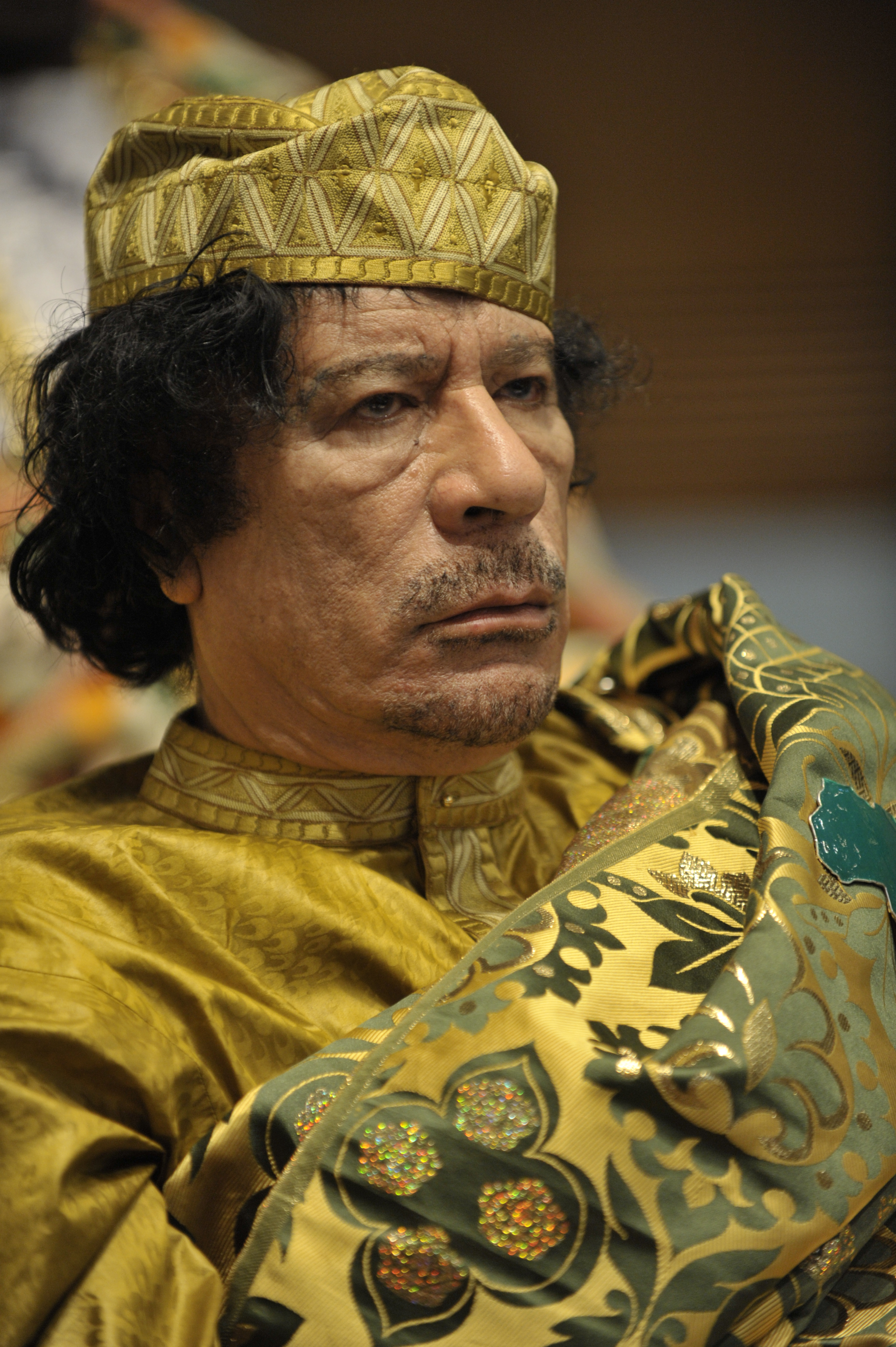
カダフィ

大リビア・アラブ社会主義人民ジャマーヒリーヤ国の国旗

1949年の国連決議により、1951年にキレナイカ首長国（キレナイカ）、トリポリタニア、フェッザーンの3州の連邦制によるリビア連合王国として独立した。キレナイカの首長であり、サヌーシー教団の指導者だったイドリース1世が国王に即位した。1963年に連邦制は廃止され、リビア王国が成立した。
1969年9月1日、ナーセル主義者だった27歳のムアンマル・アル＝カッザーフィー（カダフィ）らによるクーデターにより、イドリース1世は亡命。カダフィを事実上の元首とするリビア・アラブ共和国が成立した。1977年に、大リビア・アラブ社会主義人民ジャマーヒリーヤ国へと移行した。
その後、リビアはソ連に接近して援助を受けた。1970年代から1990年代まで数々のテロを支援、アメリカやイギリスなどの欧米諸国と敵対した。一連のテロ事件により経済制裁を受け、アメリカからはテロ支援国家に指定された。1986年には米軍によって空爆されたが、その報復として1988年にパンナム機を爆破した。またチャド内戦に介入し、敗退した（トヨタ戦争）。
2001年の9.11以降はアメリカと協調路線をとり、2006年にアメリカと国交正常化し、リビアはテロ支援国家指定から解除された。
一方、成果を出せない親アラブ外交から親アフリカ外交へとシフトし、アフリカ連合内で主導権を握ろうとしていた。
2011年、反カダフィ勢力のリビア国民評議会とカダフィ政権側の間で内戦が勃発した。一時期はカダフィ政権側が評議会側の拠点だったベンガジ進攻寸前まで至ったが、NATOなどから軍事的な支援を受けた評議会軍が同年8月23日に首都トリポリを制圧。10月20日にスルトでカダフィが殺害され、42年間続いた政権は崩壊した。10月23日には国民評議会が全土解放宣言を行い、半年間続いた内戦は終結した。

### カダフィ政権崩壊後

ISILの実効支配地域（2014年10月）。リビアの一部（デルナ県にあたる）が実効支配されている。

ISILの実効支配地域

2012年7月7日に60年ぶりに行われた国民全体会議選挙（定数200）で、120議席が無所属に、80議席が政党に配分された。国民勢力連合が39議席、ムスリム同胞団系の公正建設党が17議席、残りの議席は各中小政党が獲得した。国民評議会は同年8月8日に権限を全体国民会議に移譲し解散した。以後、選挙によって選ばれた議員で構成された議会に承認された内閣が行政権を継承し、そしてこの議会が制憲議会としてリビアの新憲法を制定し、1年以内の正式政府発足を目指して統治機構を調えることとなる。
9月11日、米領事館襲撃事件が発生し、J・クリストファー・スティーブンス大使はじめ関係者4人が死亡した。
9月12日、リビア全体国民会議は、ムスタファー・アブーシャーグールを首相に指名したが期限内に組閣を果たせず、首相不信任案を可決し解任した。リビア国民評議会時代の暫定首相であるアブドッラヒーム・アル＝キーブが引き続き暫定政権を率いた。10月14日、国民議会は元外交官のアリー・ゼイダーンを首相に選出した。
内戦終了後、旧カダフィ政権を支持する緑のレジスタンスが活動を開始。ミスラタ刑務所を襲撃して145人の守衛を殺害した。
2014年、各地でイスラム系武装勢力の攻勢が活発化し、政府の支配権が弱まった（2014年リビア内戦）。特に2014年6月25日に行われたリビア国民議会選挙の結果で世俗派が圧勝して以降は、結果を不服とするイスラム勢力が攻勢をかけることとなった。同年7月14日にはそれまで民兵が掌握していたトリポリ国際空港がイスラム勢力に奪取され、その後も空港周辺において双方がロケット砲を打ち合う大がかりな戦闘が続いた。戦闘の結果、100人前後が死亡し400人以上の負傷者を出した。同月28日には、市街地と空港を結ぶ道路の途中にある大型石油貯蔵施設が被害を受け、大規模な火災が発生した。また7月31日にはベンガジの特殊部隊本部が陥落した。一連の戦闘の結果、世俗派政府・議会は首都トリポリにおける実効支配権を喪失し、東部の港湾都市トブルクに退去した。一方新たに首都を掌握したイスラム勢力は独自の政府・議会を設立した。
こうしてリビア国内はトリポリを拠点とするイスラム勢力系の新国民議会とトブルクを拠点とする世俗派のリビア国民代議院による二つの政府・議会が存在し、それぞれが元首、首相を選出し正当性を争う事態となった。国際社会からはトブルク政府が正当性を認められたのに対し、トリポリ政府はトルコやカタールの支援を受けていると指摘された。また東部のキレナイカ地方は独自の自治政府「キレナイカ暫定評議会」(CCL)により統治されており、中央政府の支配が行き届いていなかった。さらにはISILやアルカイダなどのイスラーム過激派が勢力を伸張させたことから各地で内戦が激化しており、事実上の無政府状態となった。
また、この政治の空白をついて過激派組織が勢力を拡大させた。2014年10月上旬には、過激派組織ISILの旗をはためかせた20台近くの四輪駆動車が同国東部の市街地を行進し、勢力を誇示した。また2015年2月には、エジプトから出稼ぎに来ていたコプト教徒21人を斬首する映像を公開した。

### 統一暫定政府の樹立
2015年12月になって双方の政治家が交渉を行い、リビア統一政権の樹立が目指されることとなり、新首相としてファイズ・サラージ（日本のマスメディアでは「シラージュ」表記が多い）が指名され、暫定政権として国民合意政府が発足したものの、両方の議会で批准を得られず、統一政権発足は足踏み状態となった。2016年3月31日になって新国民議会はサラージ率いる大統領評議会に権限を移譲するとしたが、もう一方の国民代議院（トブルク政府）は国民合意政府を承認していない。
2016年10月14日、ハリーファ・アル＝グワイル率いる国民議会派がクーデター未遂事件を起こし、トリポリの国家評議会の建物を占拠。国民救済政府の樹立を宣言し、グワイルも首相を自称したが、2017年3月16日にようやくトリポリより兵を引くことで大統領評議会側と合意した。
2019年4月、東部のベンガジなどを支配するハリファ・ハフタル将軍傘下のリビア国民軍(LNA)が、国民合意政府が拠点とする西部のトリポリに向けて進撃を開始。戦闘が行われ、アントニオ・グテーレス国際連合事務総長や、LNAを支援するエジプトが自制を求める事態となった。結局、LNAは撤退を余儀なくされたものの、こうした混乱はリビアを経由した中東・アフリカ各地から欧州への難民流出の背景にもなった。
国民合意政府とLNAによる内戦が泥沼化する中、LNAを支援するエジプトは2020年6月8日、双方に停戦を提案。同じくLNAに加勢するロシアは支持し、欧米も即時停戦を訴えたが、暫定政権を軍事的に支えるトルコは反対し、結局停戦は実現しなかった。しかし8月21日、暫定政権とLNAが停戦で合意し、近いうちに選挙を実施すると発表した。2021年2月に次期大統領評議会の議長を決める選挙は決着しなかったが暫定議長・首相は選出され、3月10日に代議院が統一政権を承認。国民合意政府も統一政権への引き継ぎを承認した。こうして3月15日に国民統一政府が発足した。

## 政治
2016年末時点で、リビアには以下の勢力が存在する。
| リビア内戦地図                                                                                                 | | | |                                                    |
| 名称 | 代表 | 下位組織・勢力 | 支援国・組織 | 成立日 前身                                        |
| リビア国民代議院（トブルク政府）                                                                               | アグイラ・サーレハ・イーサ（議会議長） アブドゥッラー・アッ＝スィニー（首相） | リビア国民軍(陸軍、空軍)、ジンターン旅団、Warshefana民兵、正義と平等運動（JEM、2016年より） 緑のレジスタンス | エジプト（限定的関与）、アラブ首長国連邦（限定的関与）、フランス、アメリカ合衆国 、イギリス、ヨルダン、ロシア、チャド | 2014年8月4日 リビア国民評議会→国民議会 (2012-2014) |
| 国民合意政府（リビアの夜明け、統一政府）                                                                       | ムハンマド・アル＝メンフィ（大統領評議会議長） | 大統領評議会、国家最高評議会 大統領警備隊、ミスラータ旅団、サブラタ軍事評議会（革命旅団）、石油施設防衛隊、リビア軍(リビア海軍)、ガートのトゥアレグ族民兵、リビアにおけるトゥーブゥー人救済戦線                            | アメリカ合衆国 、イタリア、国際連合（UN） 、欧州連合（EU）                                                            | 2016年 新国民議会 (2014-2016)                      |
| 国民救済政府                                                                                                   | ハリーファ・アル＝グワイル（首相） | Libya Shield Force、リビア革命指揮所（LROR）、国家警備隊、アマーズィーグ民兵 | スーダン、カタール、トルコ                                                                                            | 2014年9月6日 新国民議会 (2014-2016)                |
| ISIL | Abu Nabil al-Anbari †（リビア支部長） Abu Hudhayfah al-Muhajir（「トリポリタニア州」知事） | 「バルカ州」、「トリポリタニア州」、「フェザーン州」 | イスラーム・マグリブ諸国のアル＝カーイダ機構（AQIM）                                                                  | 2014年                                             |
| ベンガジ革命派シューラー評議会 デルナのムジャーヒディーン・シューラー評議会 アジュダービヤー・シューラー評議会 | アブー・ハーリド・アル＝マダニー (アンサール・アッ＝シャリーア指導者) モフタール・ベルモフタール † (Al-Mourabitoun司令官、死亡したと思われる) Mohamed al-Zahawi † (元アンサール・アッ＝シャリーア指導者) Wissam Ben Hamid † (Libya Shield 1司令官) Salim Derby † (アブー・サリーム殉教者旅団司令官) | アンサール・アッ＝シャリーア、Libya Shield 1、2月17日殉教者旅団、Rafallah al-Sahati Brigade、ベンガジ防衛旅団、Jaysh al-Mujahidin、Brega Martyrs Brigade アンサール・アッ＝シャリーア (デルナ)、アブー・サリーム殉教者旅団 | | 2014年6月20日                                      |
| 地方の「自治政府」など                                                                                         | | | |                                                    |
| ガートのトゥアレグ族民兵                                                                                       | | | | 2014年                                             |

2015年に国連が承認する国民合意政府(トリポリ政府)が発足したが、立法機関である代議院(トブルク政府)がこれを承認せず、分裂状態であった。2021年に代議院と国民合意政府との合意により、国民統一政府が発足した。以下では、国民統一政府の政治について述べる。なお、立法については代議院のものである。

### 元首
統一政府の元首は首脳評議会である。その議長はムハンマド・アル＝メンフィ。

### 行政
閣僚として、副首相・財務大臣・石油大臣・国防大臣などが置かれている。国連の支持を受けている統一政府の首相はアブドゥルハミード・ドベイバである。

### 立法
代議院の定数は200（トリポリタニア102・バルカ（キレナイカ）60・フェッザーン38）である。代議院は首相及び内閣を承認する権限を有する。
カダフィ政権では、政党は存在しなかったが、政権崩壊後に設立されるようになった。主要政党は、マフムード・ジブリール元暫定首相が設立した国民勢力連合、ムスリム同胞団系の公正建設党などがある。

### 司法
最高司法機関は最高裁判所で、その下に高等裁判所、第一審裁判所が存在する。また、国の治安に関する事案を扱う特別裁判所として人民裁判所が置かれていたが、近年廃止された。なお、多くのイスラーム国家同様、死刑制度があった。

## 国際関係

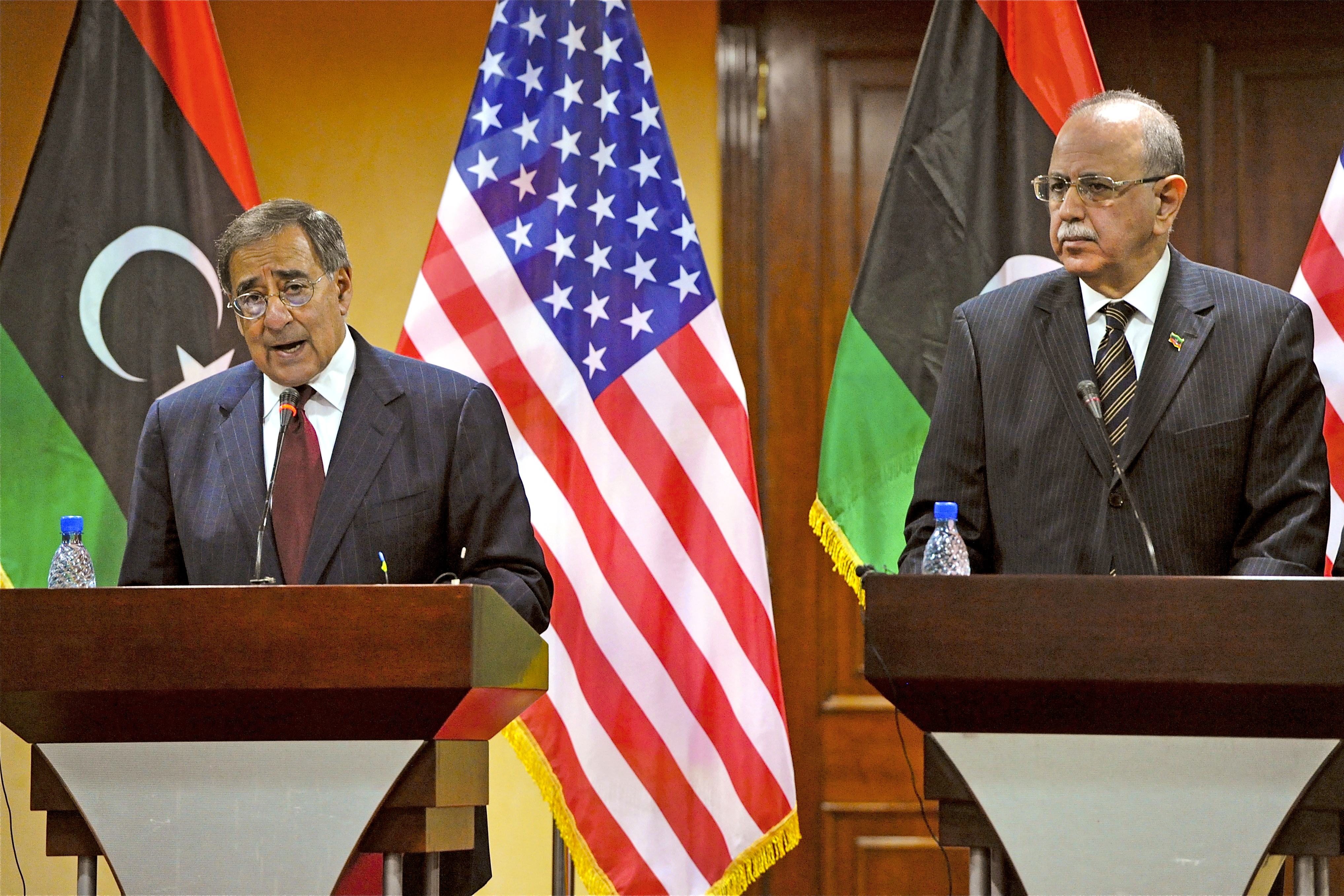
アメリカ国防長官レオン・パネッタと暫定首相アブドッラヒーム・アル＝キーブ（2011年当時）

アメリカ合衆国と関係が強く、イスラエルとの関係も改善されつつある。また、シリアにシリア国民評議会が設立された時にいち早く承認し、その後のシリア国民連合もシリアにおける唯一の合法的な政府として承認している。現在、シリア政府とは国交を断絶している（シリア内戦も参照）。

### アメリカ合衆国との関係
2025年6月9日、アメリカ合衆国は安全上の理由からリビア国民に渡航制限を課し、僅かな例外を除きアメリカへの入国ができなくなった。

## 地理

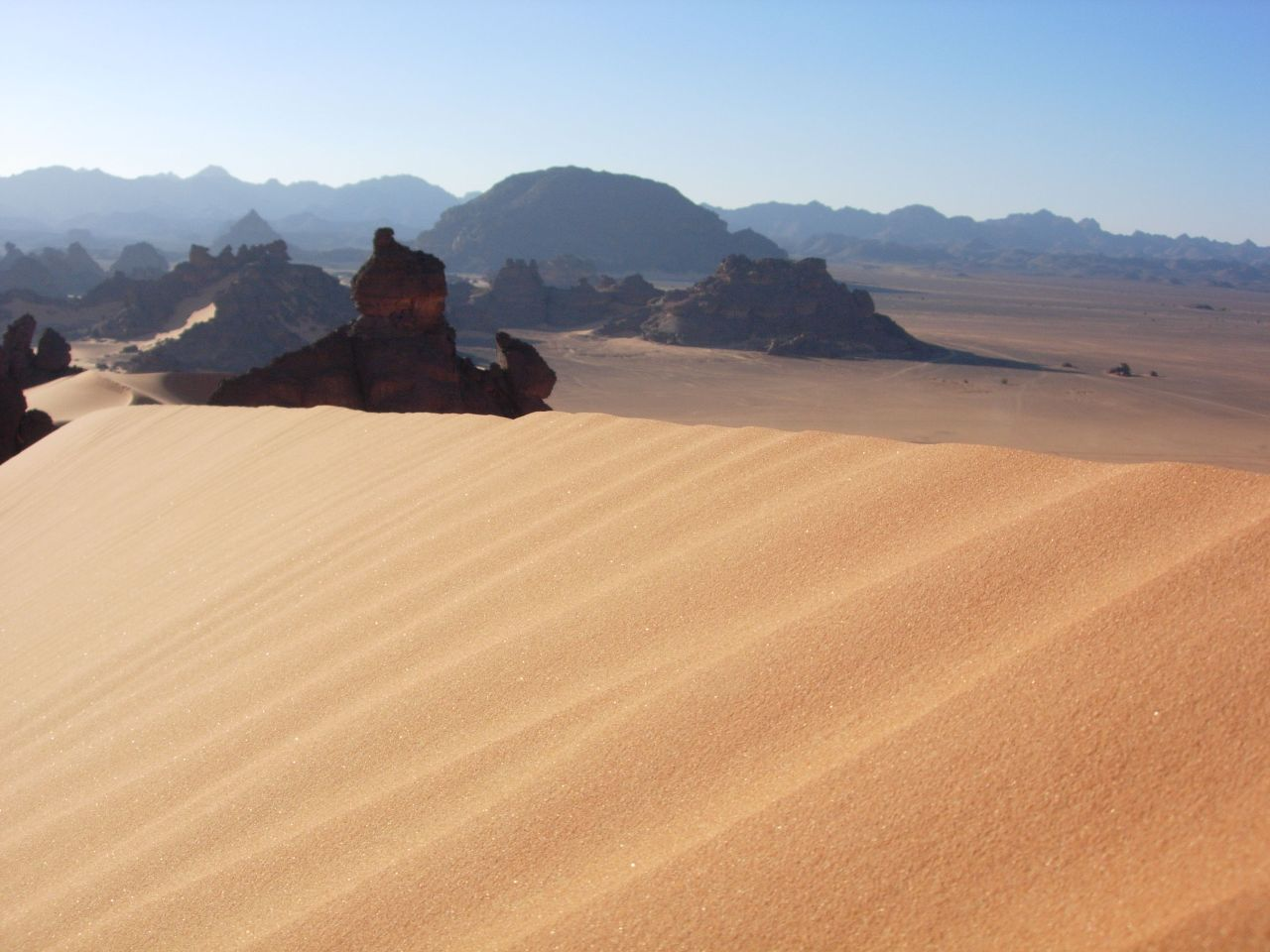
国土の9割が砂漠

アフリカ大陸の北部に位置し、地中海に面している。国土の大部分がサハラ砂漠の一部であり、面積の大半を砂漠が占める。サハラ砂漠のリビア部分を特にリビア砂漠と呼ぶ。砂漠には砂丘のみならず、岩石砂漠や礫砂漠も存在する。南部には山脈が走り、トリポリ南方にはナフサ山地が、ベンガジ東方にはアフダル山地が存在する。降水は北部の地中海沿岸にわずかにある。西のトリポリタニアから東のキレナイカにかけての地中海沿岸の屈曲した部分をスルト湾（シドラ湾）と呼ぶ。国土の70%は標高500m以下だが、地中海を北から南に行くほど標高は高くなり、チャドとの国境付近は標高1,000m～2,000mの高原となっている。
ケッペンの気候区分によれば、地中海沿岸の僅かな部分は地中海性気候とステップ気候に属し、気候は温暖である。しかし、沿岸部も乾燥しており、主要都市でも年間降水量は400mmを越えない。国土の大部分を占める砂漠地帯は砂漠気候であり、年間を通して乾燥している。サハラ砂漠から北に向かってギブリと呼ばれる熱風（シロッコ）が吹き出す。

## 地方行政区分

リビアの地方行政区画

シャアビーヤと呼ばれる県の自治体が22県ある。2007年に32県から22県に再編された。その他にマハッラと呼ばれる自治体が468置かれている（2014年現在）。（　）内は県都。
1. ブトナーン県（トブルク）
2. デルナ県（デルナ）
3. ジャバル・アル・アフダル県（アルバイダ）
4. マルジュ県（マルジュ）
5. ベンガジ県（ベンガジ）
6. アル・ワーハート県（アジュダービヤー）
7. クフラ県（ジャウフ）
8. スルト県（スルト）
9. ミスラタ県（ミスラタ）
10. ムルクブ県（フムス）
11. トリポリ県（トリポリ）
12. ジファーラ県（アジージーヤ）
13. ザーウィヤ県（ザーウィヤ）
14. ヌカート・アル・ハムス県（ズワーラ）
15. ジャバル・アル・ガルビ県（ガリヤン）
16. ナールート県（ナールート）
17. ジュフラ県（フーン）
18. ワジ・アル・シャーティー県（ブラク）
19. サブハー県（セブハ）
20. ワジ・アル・ハヤー県（ウバリ）
21. ガート県（ガート）
22. ムルズク県（ムルズク）

### 主要都市
- トリポリ（タラーブルス、首都） - トリポリタニアの中心都市。
- シルテ（スルト） - トリポリタニアの都市。カダフィ大佐の出身地として知られる。
- ミスラタ - トリポリタニアの都市。製鉄業が盛ん。2011年リビア内戦の激戦地の一つだった。
- ザーウィヤ - トリポリから西に約50kmに位置するトリポリタニアの都市。巨大製油所が2つあり、経済上の重要都市の一つ。
- バニワリード - トリポリの南東部にあるトリポリタニアの都市。ミスラタ大学のキャンパスがある。ワルファラ族の本拠地。
- ベンガジ - キレナイカの中心都市。リビア連合王国・リビア王国の時代には複都制が採られており、ベンガジはトリポリと並ぶもう一つの首都であった。
- アジュダービヤー - キレナイカ最西端の都市。トリポリとベンガジを結ぶ幹線上にあり、さらに南部クフラに分岐する交通の要。オージラ油田からのパイプラインが通る。
- アルバイダ（アル＝バイダ、ベイダ） - キレナイカの都市。リビア連合王国・リビア王国の時代には首都の一つとされていた。国内有数の保養地で、サヌーシー教団の本拠地がある。
- トブルク - キレナイカの都市。第二次世界大戦における北アフリカ戦線の激戦地（トブルク包囲戦）として知られる。
- セブハ - フェザーンの中心都市。

## 経済

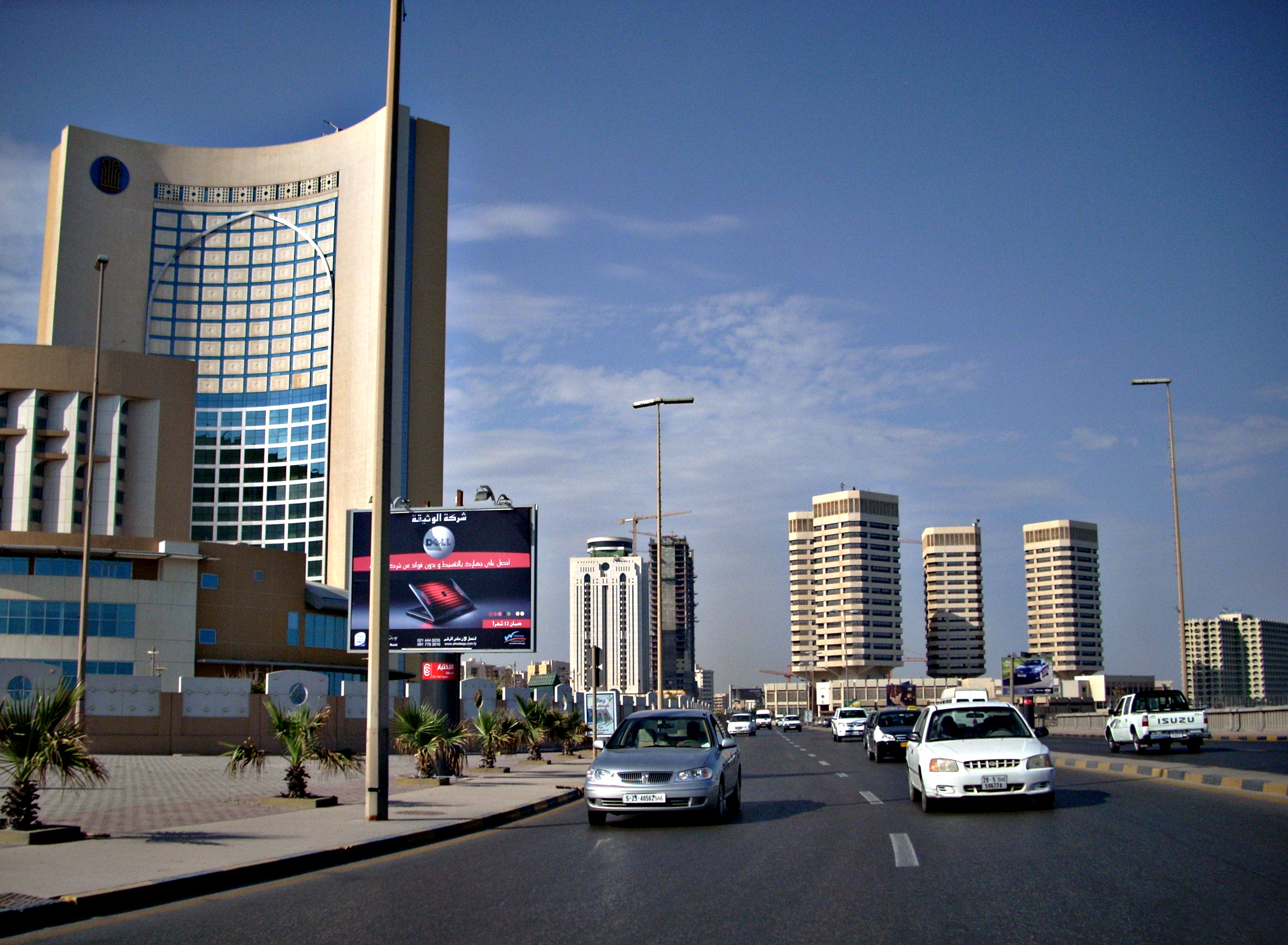
トリポリ

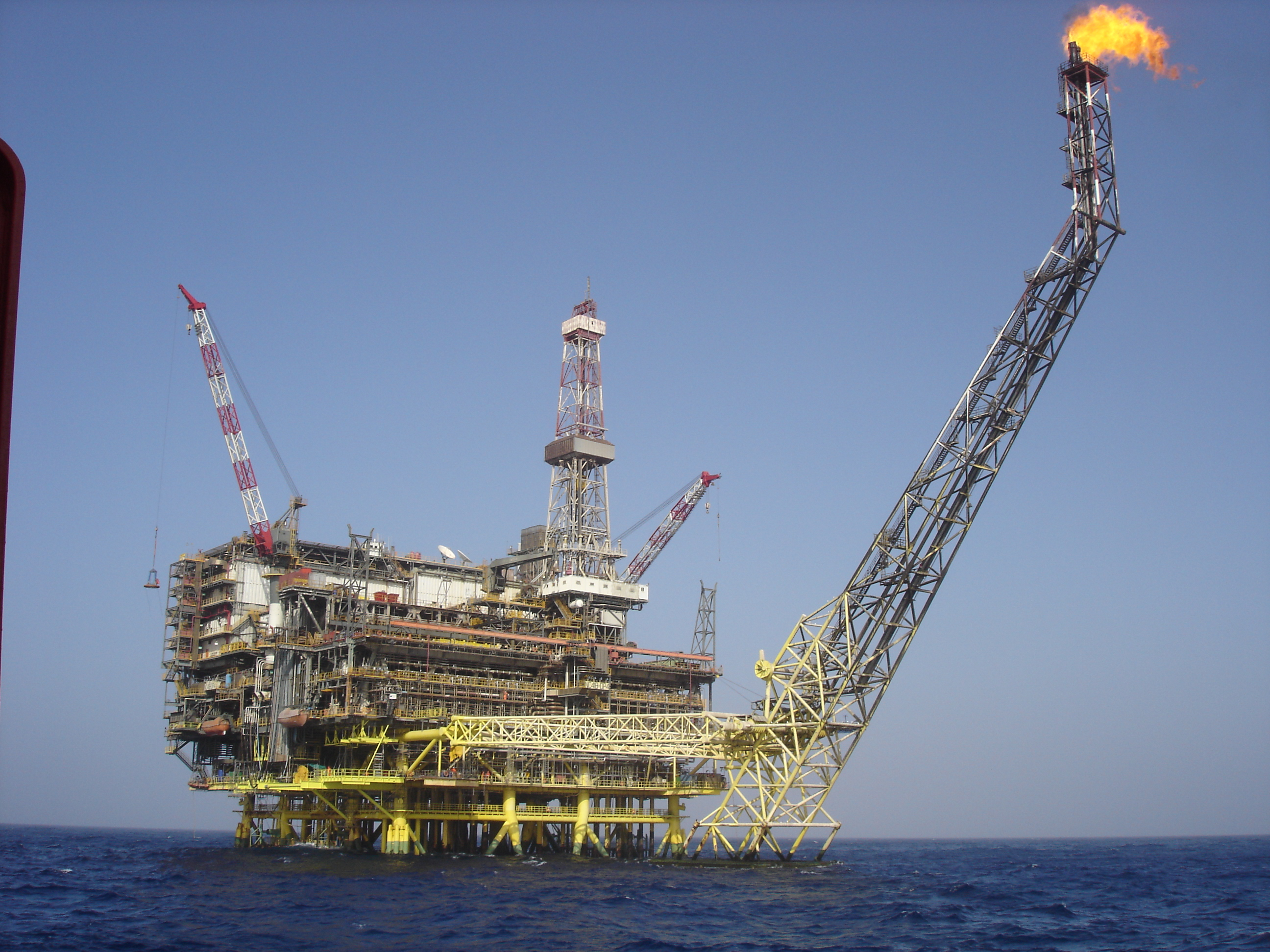
海上ボウリ油田

2010年のGDPは779億ドルであり、アフリカ第7位、日本の岐阜県とほぼ同じ経済規模である。
独立以前のリビアは農牧業を主産業とした農業国だったが、1955年から油田開発が進められ、1959年に産油国となった。王政時代はオクシデンタル・ペトロリウム社などの国際石油資本により石油開発が進められたが、1969年の革命後に石油は国有化された。カダフィ政権が起こしたパンナム機爆破事件により1992年から1999年まで国際連合の経済制裁が続き、リビア経済は疲弊した。その後は徐々に石油関連を筆頭とした外国資本が次々と流入した。
油田は陸上シルテ盆地・キレナイカに存在し、海上油田からも生産している。石油埋蔵量はアフリカ最大といわれている。輸出の大部分が石油で、貿易黒字を維持するために輸出量は調節している。リビアは石油が豊富でありながらも人口が少ないために、一人当たりのGDPはアフリカでは最上位レベルで12000ドルを超えており、先進国クラスである。2010年のリビアの一人当たりGDPは12,062ドル。なお、エジプトが2,771ドル、スーダンが1,642ドル、チャドが742ドル、ニジェールが383ドル、チュニジアが4,160ドル、アルジェリアが4,477ドルなどである。
独立以前から皮革や繊維、じゅうたん、金属細工などの軽工業が行われていた。独立後、石油収入を基盤に重工業化が進められ、石油精製、製鉄、セメント、アルミ精錬などを行う国営工場が建設されている。
国土の1.2%が耕地となっており、現在でも農業や牧畜に従事する国民も多い。地中海農業やオアシス農業が主な農法であり、1969年革命後の社会主義政権は農業の産業化に力を入れ、深層地下水をパイプラインで輸送して灌漑を進めている（リビア大人工河川）。

## 交通

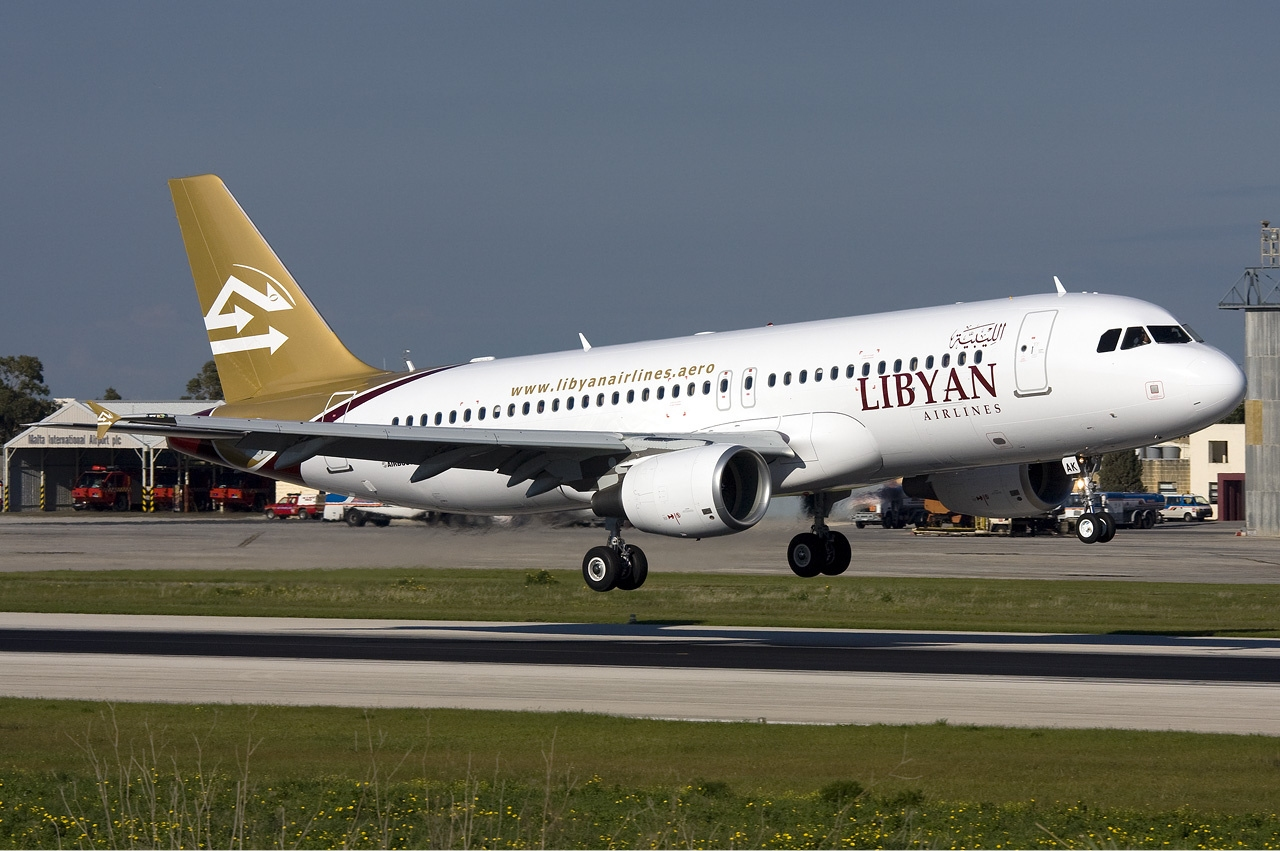
リビア航空のエアバスA320

トリポリやベンガジなど地中海沿岸の国内の主要都市を結び、チュニジア、エジプトの国境を越えて両国に続く高速道路が整備されている。地中海沿岸の都市から内陸部の都市を結ぶ道路も整備されている。
2011年から続く紛争の影響で、国内最大のトリポリ国際空港やベンガジ・ベニナ空港などリビアのほとんどの空港が閉鎖されており、空路での入国はトリポリにあるミティガ国際空港のイスタンブールやカサブランカなど一部の路線のみとなっていた。
2019年以降はベンガジ空港など複数の空港の運用が再開。航空需要の復活により新規航空会社が多数参入した。
2021年よりチェニジア航空などの海外からの航空会社の運航が再開された。
リビアの航空会社としてリビア航空（旧「リビアン・アラブ航空」）、ブラク航空、アフリキヤ航空がある他、リビアウィングス、バーニク航空などの新規航空会社がある。
鉄道は、イタリア統治時代に建設されたものが一部の都市を結んでいたが、1965年までに全廃された。しかし、カダフィ政権時代に中国およびロシアの協力で全国を結ぶ鉄道網を建設する計画が立ち上がり、実際に一部の区間では建設が始まった。

## 国民

リビアの民族分布（1974年）

国民の大多数がアラブ人、もしくはアラブ人とベルベル人の混血である。少数民族として先住民のベルベル人や、南部のスーダン系黒人が存在する。遊牧生活を送るベドウィンやベルベル系のトゥアレグ人も存在する。かつてはユダヤ人も存在していたが、イスラエル建国や第3次中東戦争による反ユダヤ主義的機運の高まりで、多くのユダヤ人が国外に脱出。最後まで留まっていたユダヤ人もカダフィ政権下で全員国外追放された。
移民としてアラブ諸国やサハラ以南のアフリカ諸国からの出稼ぎ労働者が存在する。特にエジプトとチュニジア出身者が多い。パレスチナ人難民も存在する。

### 民族
多くの部族がいて、部族の影響が強い。

### 言語
公用語はアラビア語である。西部ではアラビア語チュニジア方言の影響が強く、東部ではアラビア語エジプト方言の影響が強い。またイタリアの植民地であったことから一部ではイタリア語も通用する。なお、現在もイタリアからの植民者の子孫が2万人ほど居住している。

### 宗教
宗教は国教のイスラームが約97%であり、大半がスンナ派であるが、イバード派も少数派として5〜10%程度を占める。また、キリスト教も少数ながら存在し、コプト正教会が人口の1%以上を占める他、移民によってもたらされたアングリカン・チャーチやローマ・カトリックも存在する。ユダヤ教のシナゴーグも存在したが、現在は使われていないか、モスクに改装された。

### 教育
カダフィ政権時代は、6歳から15歳までの初等教育と前期中等教育が無償の義務教育期間となり、その後3年間の後期中等教育を経て高等教育への道が開けていた。義務教育に限らず、国公立の学校の学費は無償であったなど豊富な石油資源による福祉国家体制を築いていた。2003年の15歳以上の人口の識字率は82.6% である。
主な高等教育機関としてはガル・ユーニス大学（1955年）やトリポリ大学（元アル・ファテフ大学）（1957年）などが挙げられる。

## 治安
カダフィ政権時では、アフリカで有数の治安が安定している国として知られていたが、2011年リビア内戦以降は各地から流入した武器などが大量に出回り、急速に悪化した。新リビア政府は武器の回収を図っているが、過激派組織などにも渡っており、回収作業は難航している。2013年5月武装勢力が外務省などを包囲して、カダフィ前政権高官がまだ政府内に留まっているとして、追放と内閣の交代などを求めている。国民議会はカダフィ前政権高官などを追放させる法案を可決したが、国防相が一時辞意を表明するなど国内は不安定化している。また、カダフィ政権時と比べて殺人事件発生率が約5倍になっており、治安対策が急務である。
2015年には一部でISILによる支配が強まり、過激派勢力が人質となっていたエジプトのコプト教徒21人を殺害。エジプト軍が報復のためにリビア領内の拠点を空爆した。このように治安は急速に悪化しており、内戦状態が継続している。

### 人権
ヒューマン・ライツ・ウォッチの2016年時における年次報告書によると、ジャーナリストは依然としてリビアの武装集団の標的にされているという。当該機関は「リビアが2015年の報道自由度指数で非常に低くランク付けされており、180カ国中154位である」と付け加えている。2021年の報道自由度指数では、そのスコアは180ヵ国中165位に後退している。なお、リビア国内では同性愛は違法対象とされている現状がある。

## 文化

### 食文化

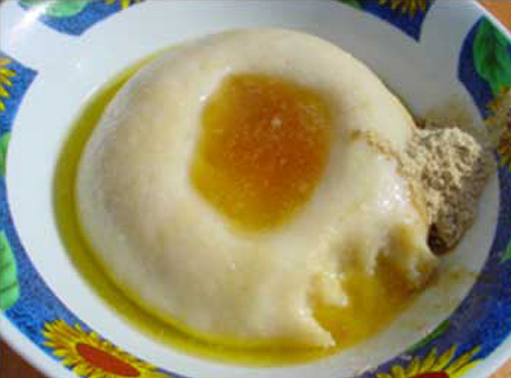
アシーダ
リビアでは伝統的に朝食として食べられており、現地ではトッピングとしてバター、蜂蜜またはデーツシロップが追加される。

リビアの料理は、アラビア、地中海、イタリアの食文化を取り入れる形で発展して来た歴史を持つ。また、魚介類が豊富に用いられている点やすべての料理に多くのスパイスが使用されている面が特徴となっており、オリーブオイルがほぼすべての食事の材料に使われている。伝統的なリビア料理には、オリーブ、ナツメヤシ、穀物、牛乳の4種類が主な材料として欠かせない。 

### 被服
アリジャドと呼ばれる装束が伝統衣装となっている。また、アンダルシアを起源とするマグレブ文化の被服である「ハーイェク」が女性の伝統衣装の一部に挙げられる。

### 世界遺産
リビア国内には、ユネスコの世界遺産リストに登録された文化遺産が5件存在する。

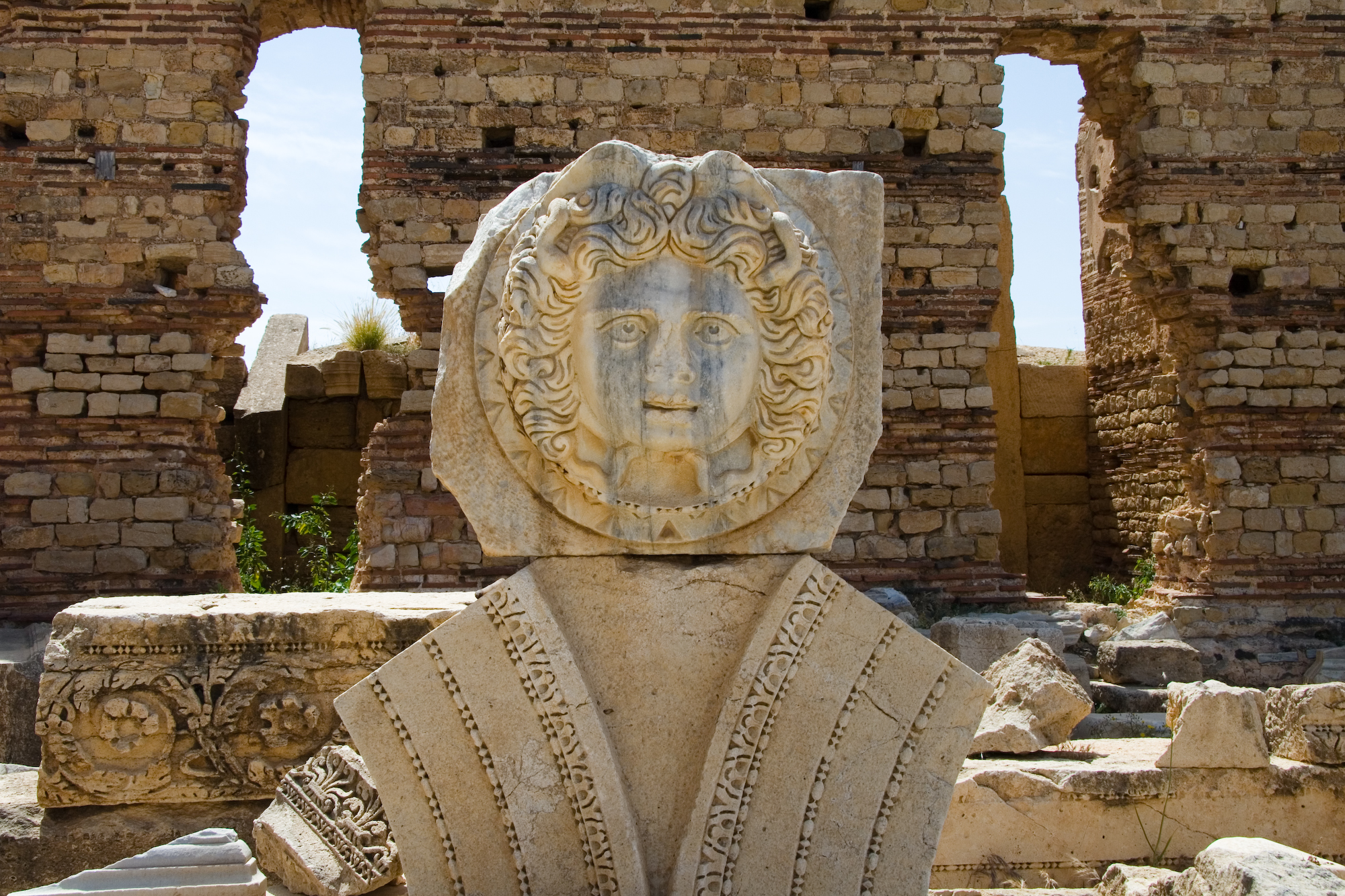
レプティス・マグナの考古学遺跡 -（1982年）
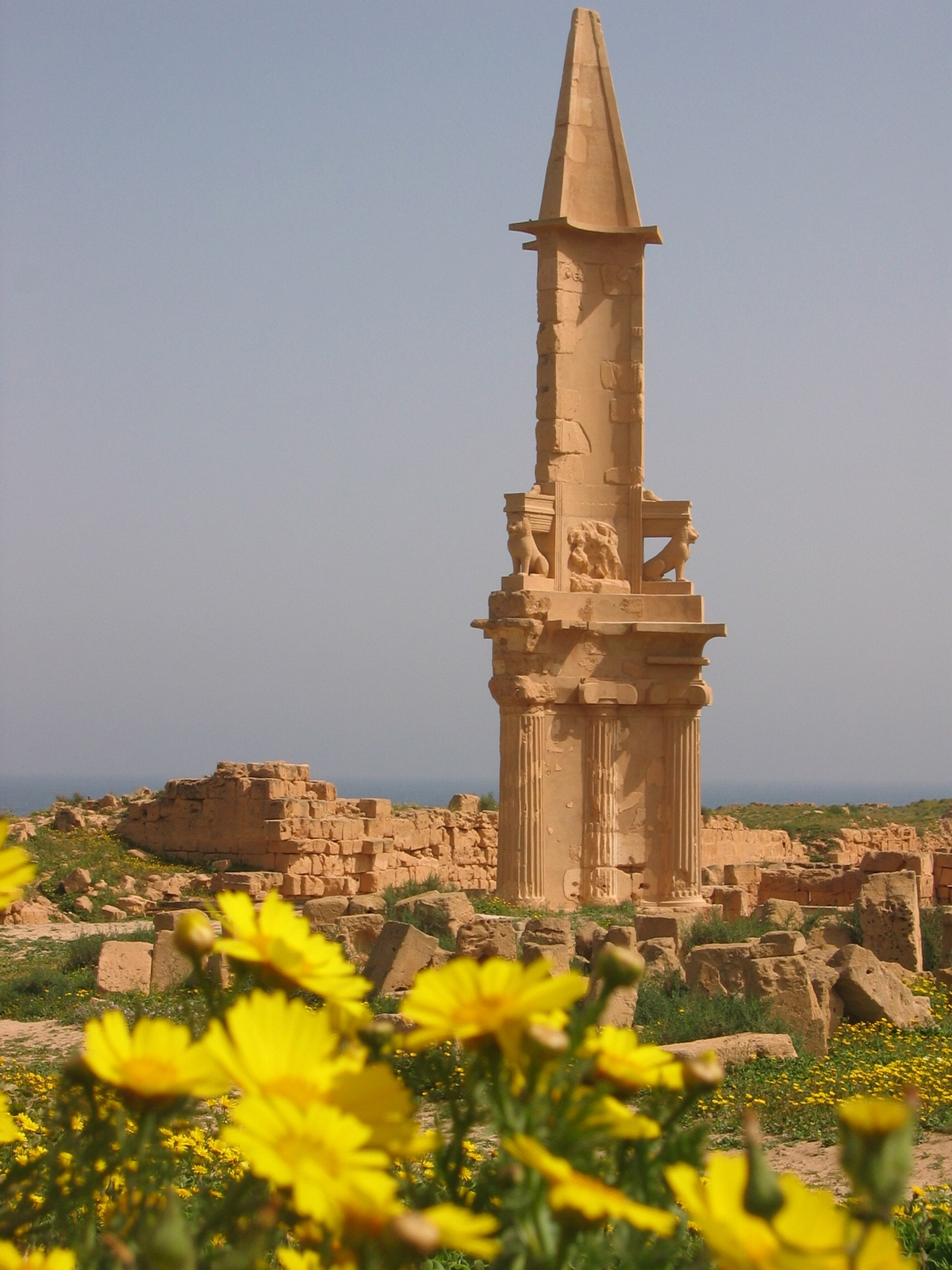
サブラータの考古学遺跡 -（1982年）
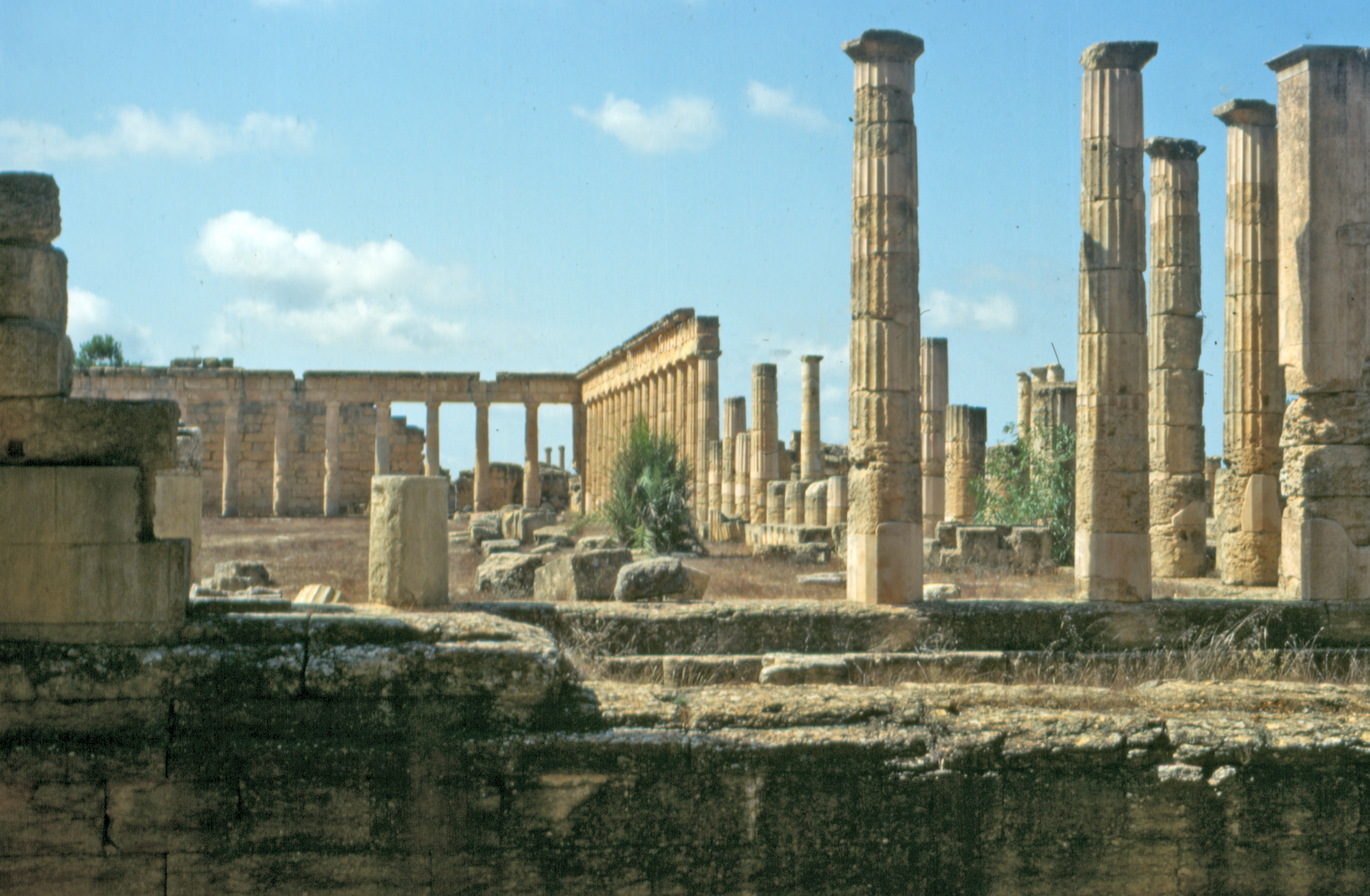
キュレネの考古学遺跡 -（1982年）
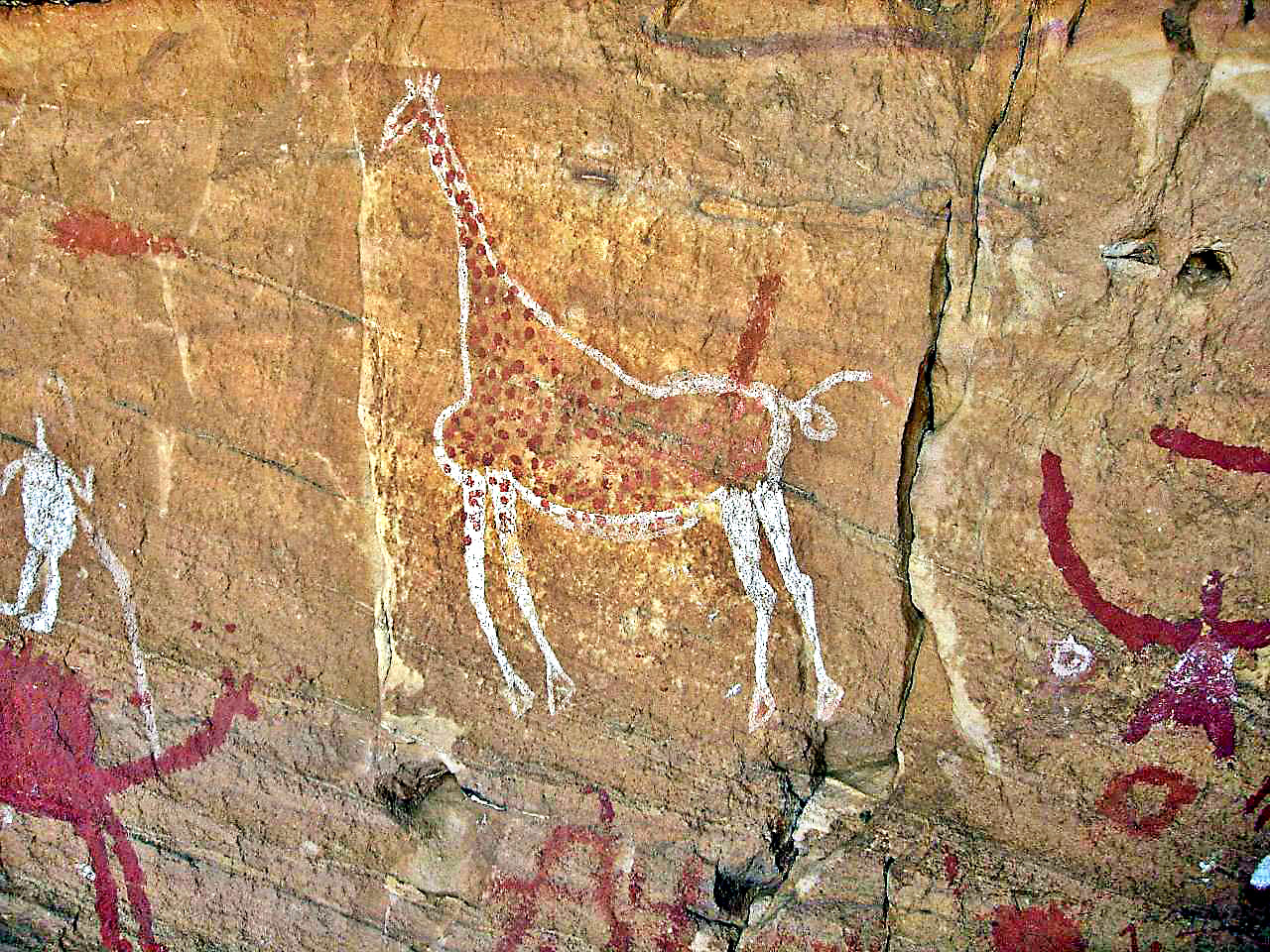
タドラルト・アカクスの岩石芸術遺跡群 -（1985年）
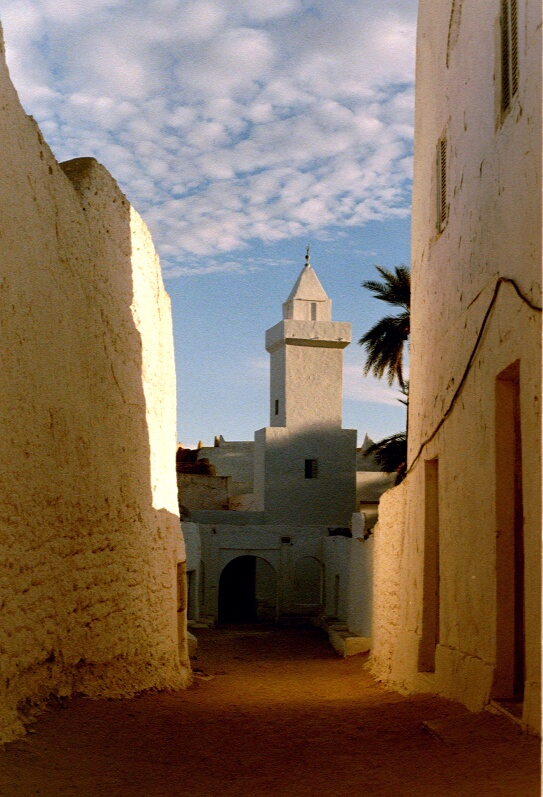
ガダーミスの旧市街 -（1986年）

### 祝祭日
| 日付     | 日本語表記           | 現地語表記 | 備考                                           |
| -------- | -------------------- | ---------- | ---------------------------------------------- |
| 2月17日  | 革命記念日           |            | 国民評議会がトリポリを陥落させて政権を奪取     |
| 3月3日   | 自由の日             |            | 囚人400人を解放                                |
| 5月1日   | メーデー             |            | 労働者の日                                     |
| 8月8日   | イド・アル＝フィトル |            | イスラム教の祝日で、ラマダーンの終了を祝うもの |
| 10月23日 | 解放記念日           |            | カダフィ政権からの解放                         |
| 12月24日 | 独立記念日           | يوم وطني   | イタリア及びフランスからの独立                 |

### スポーツ
サッカー
リビア国内でも他のアフリカ諸国同様に、サッカーが圧倒的に1番人気のスポーツとなっている。1963年にはプロサッカーリーグのリビア・プレミアリーグが創設された。リビアサッカー連盟（LFF）によって構成されるサッカーリビア代表は、これまでFIFAワールドカップには未出場である。しかしアフリカネイションズカップでは、自国開催となった1982年大会で準優勝に輝いている。
かつてリビアの元首であったカダフィ大佐の三男であるサーディ・カダフィも、リビア代表選手として2001年から2003年までプレーしていた。さらに同選手は、イタリア・セリエAのウディネーゼやサンプドリアにも所属した経験がある。